# Uniwersytet Shinshū
Uniwersytet Shinshū (jap. 信州大学 Shinshū Daigaku), w skrócie: 信大 (Shindai) – japońska uczelnia państwowa z główną siedzibą w Matsumoto, w prefekturze Nagano.
Uczelnia zajmuje obszar prawie 644 ha. Znajduje się tu siedem bibliotek: Matsumoto Library, Educational Library, Medical Library, Engineering Library, Agricultural Library, Textile Science and Technology Library oraz szpital Shinshu University Hospital. 
Uczelnia składa się z pięciu kampusów, usytuowanych w: Matsumoto Campus (w Matsumoto), Nagano Education Campus i Nagano Engineering Campus (w Nagano), Ina Campus (w Minami-Minowa, Kami-Ina) i Ueda Campus (w Ueda).

## Rys historyczny
Uczelnia została założona 31 maja 1949 roku jako uniwersytet państwowy. Powstał przez połączenie: Matsumoto Higher School, Nagano Normal School, Nagano Youths Normal School, Matsumoto Technical School of Medicine, Matsumoto Medical College, Nagano Technical College, Nagano Prefectural College of Agriculture and Forestry oraz Ueda Textile College. Po reformie wyższego szkolnictwa państwowego od 1 kwietnia 2004 roku jest częścią National University Corporation.

## Wydziały
- School of General Education
- Faculty of Arts
- Faculty of Education
- Faculty of Economics and Law
- Faculty of Science
- School of Medicine
- Faculty of Engineering
- Faculty of Agriculture
- Faculty of Textile Science and Technology
- Graduate Schools
  - Division of Arts
  - Graduate School of Education
  - Division of Industrial and Social Studies
  - Graduate School of Science and Technology
  - Graduate School of Medicine
  - Graduate School of Medicine, Science and Technology[6]